# Matsuri

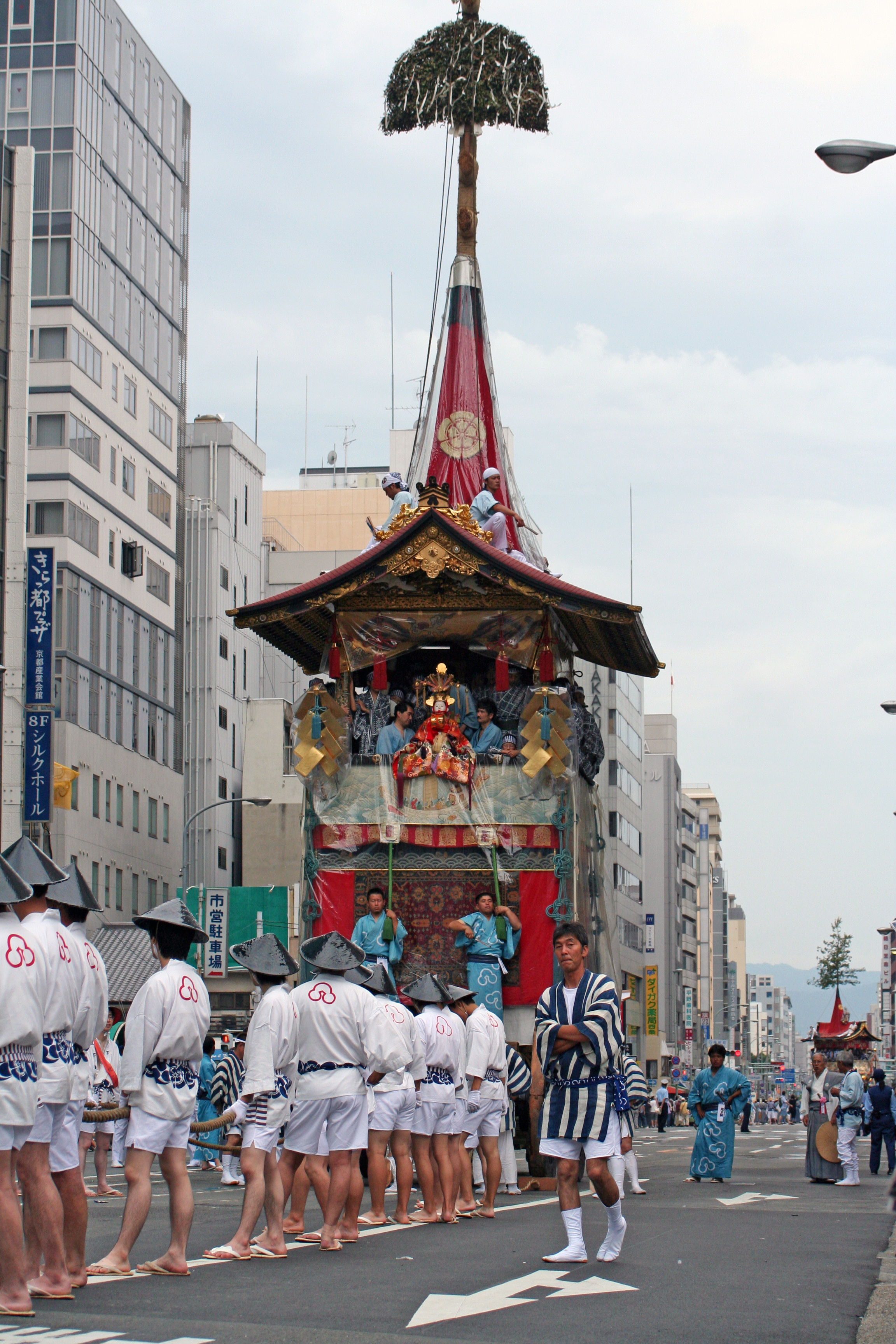
Gion Matsuri, Kyoto

Festivais japoneses, ou, na língua japonesa, matsuri (祭り), são festivais tradicionais que ocorrem em diversas localidades do Japão. e também em outras localidades com grande população de nikkei. Via de regra, os matsuri são regionais, de forma que são praticamente desconhecidos fora da região em que são celebrados.
No Brasil, devido à grande população de nikkei nos estados do Paraná e São Paulo há algumas cidades que abrigam matsuri, como São Paulo, Guarulhos, São Carlos, Ribeirão Preto, Curitiba, Assaí, Londrina, Paranavaí, Maringá, Osasco, Mogi das Cruzes, e São Roque. Nos Estados Unidos da América, há matsuri nos estados do Havaí e da Califórnia.